# Сюнсянь
Сюнся́нь (кит. упр. 雄县, пиньинь Xióng xiàn) — уезд городского округа Баодин провинции Хэбэй (КНР).

## История
При империи Тан в 622 году был создан уезд Гуйи (归义县); в 627 году он был ликвидирован, но в 634 воссоздан вновь. С 769 года он был подчинён округу Чжочжоу (涿州), и когда в 936 годов Ши Цзинтан в обмен на поддержку в борьбе за престол передал киданям шестнадцать округов — вошёл в состав империи Ляо. В 959 году государство Поздняя Чжоу (в следующем году объявившая себя империей Сун) отвоевало у киданей часть этих земель, учредив там область Сюнчжоу (雄州). Граница между Поздней Чжоу и Ляо прошла по реке Байгоухэ, в результате чего южная часть уезда Гуйи оказалась в составе Поздней Чжоу (под юрисдикцией области Сюнчжоу), а северная — в составе киданьской империи Ляо.
Оказавшаяся в составе империи Сун южная часть уезда Гуйи в 976 году была переименована в Гуйсинь (归信县). Когда сменившая империю Ляо чжурчжэньская империя Цзинь завоевала эти земли, то в 1125 году уезд Гуйи был присоединён к уезду Гуйсинь. При монгольской империи Юань область Сюнчжоу была в 1265 году ликвидирована, а в 1267 году уезд Гуйсинь был присоединён к уезду Жунчэн. В 1284 году область Сюнчжоу и уезд Гуйсинь были воссозданы.
При империи Мин в 1369 году уезд Гуйсинь был расформирован, а его территория вошла в состав области Сюнчжоу. В 1374 году область была понижена в статусе до уезда — так появился уезд Сюнсянь. В том же году к уезду Сюнсянь был присоединён уезд Жунчэн, но в 1380 году он был выделен вновь.
В августе 1949 года был образован Баодинский специальный район (保定专区), и уезд вошёл в его состав. В 1958 году уезды Сюнсянь, Синьчэн, Чжосянь и Лайшуй были объединены в уезд Чжосянь, но в 1961 году уезд Сюнсянь был воссоздан.
В 1968 году Баодинский специальный район был переименован в Округ Баодин (保定地区). Постановлением Госсовета КНР от 23 декабря 1994 года округ Баодин и город Баодин были расформированы, а на их территории был образован Городской округ Баодин.
С 1 апреля 2017 года включён в состав Нового района Сюнъань для создания высокотехнологичного образцового города.

## Административное деление
Уезд Сюнсянь делится на 6 посёлков и 3 волости.